# Rusty Lake
Rusty Lake est un studio de jeux vidéo, basé à Amsterdam, fondé le 25 avril 2015 par les développeurs Robin Ras et Maarten Loise.
Le studio développe et publie des jeux d'aventure multiplateformes, en pointer-cliquer, dont les événements se déroulent dans le monde fictif du même nom Rusty Lake.

## Ludographie

### SérieCube Escape
| Titre                     | Date de sortie   |
| ------------------------- | ---------------- |
| Cube Escape: Seasons      | 25 avril 2015    |
| Cube Escape: The Lake     | 27 avril 2015    |
| Cube Escape: Arles        | 5 juin 2015      |
| Cube Escape: Harvey's Box | 25 juin 2015     |
| Cube Escape: Case 23      | juillet 2015     |
| Cube Escape: The Mill     | 5 septembre 2015 |

### Autres
| Titre                | Date de sortie |
| -------------------- | -------------- |
| Rusty Lake: Hotel    |                |
| Rusty Lake: Roots    |                |
| Rusty Lake: Paradise |                |

## Filmographie
Le 20 septembre 2018, la société a sorti le court-métrage Paradox ainsi que le jeu du même nom.